# Osteoclasto
Osteoclasto (do grego para "osso" (Οστό) e "quebrado" (κλαστός)) é uma célula móvel, gigante e extensamente ramificada, com partes dilatadas, e é multinucleada. Os osteoclastos foram descobertos por Kolliker em 1873.
Nas áreas de reabsorção de tecido ósseo encontra-se porções dilatadas dos osteoclastos, colocadas em depressões da matriz escavadas pela atividade dos osteoclastos e conhecidas como lacunas de Howship. Os osteoclastos tem citoplasma granuloso, algumas vezes com vacúolos, fracamente basófilo nos osteoclastos jovens e acidófilos nos maduros.
Estas células se originam de precursores mononucleados provenientes da medula óssea que, ao contato com o tecido ósseo, unem-se para formar os osteoclastos multinucleados. A superfície ativa dos osteoclastos, voltada para a matriz óssea, apresenta prolongamentos vilosos irregulares.
A maiorias desses prolongamentos tem a forma de folhas ou pregas que se subdividem. Circundando essa área com prolongamentos vilosos, existe uma zona citoplasmática, a zona clara, pobre em organelas porém com muitos filamentos de actina. A zona clara é um local de adesão do osteoclasto com a matriz óssea e cria um microambiente fechado, ácido (H+), colagenase e outras hidrolases que atuam localmente digerindo a matriz orgânica e dissolvendo os cristais de sais de cálcio.
A atividade dos osteoclastos é coordenada por citocinas (pequenas proteínas sinalizadoras que atuam localmente) e por hormônios como calcitocina, um hormônio produzido pela glândula tireoide, e paratormônio, secretado pelas glândulas paratireoides. As enzimas proteolíticas emitidas pelos osteoclastos, durante o processo de destruição da matriz óssea, tendem a atuar na parte orgânica. A principal enzima emitida é a colagenase, responsável pela despolimerização do colágeno.
Já o ácido (H+), é proveniente da fermentação lática. Este tende a atuar na parte inorgânica da matriz óssea. É responsável pela dissolução dos cristais presentes nesta. Além disso, diminui o pH do meio, ou seja, o torna mais ácido, favorecendo a atuação das enzimas proteolíticas. A velocidade de liberação desses elementos é melhorada pela borda pregueada, ou seja, a superfície irregular dos osteoclastos.
Os osteoclastos degradam melhor o osso quando estão em contato com matriz óssea mineralizada e isso só é possível com o auxílio dos osteoblastos. Os osteoblastos, produzem enzimas que degradam a camada não mineralizada da matriz permitindo assim aos osteoclastos, um fácil acesso à matriz óssea mineralizada para a degradarem.

## Morfologia
Os osteoclastos são células muito grandes, que tem cerca de 40 micrómetros de diâmetro. Possuem vários núcleos e são responsáveis pela destruição do osso. Quando a membrana celular dos osteoclastos entra em contato com a matriz óssea formam-se prejecções que constituem um bordo pelo qual entram íons hidrogênio para assim ser produzido um meio ácido que provocará a descalcificação da matriz óssea. Nos osteoclastos o retículo endoplasmático rugoso é escasso, e o complexo de Golgi é extenso.